# Arrondering
Arrondering, fastighetsrättslig term för att dela upp mark i fastigheter. Uttrycket används även avseende fastläggandet eller förändringen av gränser mellan länder.
Med omarronderingsområde avses ett område vars fastighetsindelning för tillfället håller på att reformeras.
Historiskt har jordbruksreformer som storskifte, laga skifte och enskifte inneburit stor omarrondering av jordbruksmark.